# Ardèche Classic
L'Ardèche Classic est une course cycliste française disputée en Ardèche qui se dispute la veille de la Drôme Classic, avec laquelle elle forme les Boucles Drôme-Ardèche qui se déroulent sur un week-end à la fin du mois de février.
Ancienne épreuve de la Coupe de France des clubs, elle fait partie de l'UCI Europe Tour depuis 2008, en catégorie 1.2 et 1.1 à partir de la saison 2010. En 2020, elle intègre l'UCI ProSeries, le deuxième niveau du cyclisme international.
Une cyclosportive est organisée le même jour en prélude. Le départ et l'arrivée ont lieu à Ruoms. La course s'appelle Boucles du Sud Ardèche-Souvenir Francis Delpech jusqu'en 2012. Depuis 2017, elle est dénommée Faun-Ardèche Classic, sponsorisée par Faun Environnement et la communauté de communes de Rhône-Crussol et elle a pris son nom actuel.

## Palmarès
| Année                                           | Vainqueur              | Deuxième                    | Troisième             |
| ----------------------------------------------- | ---------------------- | --------------------------- | --------------------- |
| Souvenir Francis Delpech                        |                        |                             |                       |
| 2001                                            | Thomas Bernabeu        | Philippe Gallo              | Christophe Igora      |
| 2002                                            | Tom Colas              | Thomas Bernabeu             | Regis Decotte         |
| Prix du Pays Ruomsois-Souvenir Francis Delpech  |                        |                             |                       |
| 2003                                            | Hicham Menad           | Dimitar Dimitrov Gospodinov | Jean-François Laroche |
| 2004                                            | Alexandre Sabalin      | Hubert Dupont               | Nicolas Dulac         |
| 2005                                            | Fabien Fraissignes     | Yauhen Sobal                | Fabrice Billard       |
| Boucles du Sud Ardèche-Souvenir Francis Delpech |                        |                             |                       |
| 2006                                            | Jean-Christophe Péraud | Ignatas Konovalovas         | Vasily Khatuntsev     |
| Boucles du Sud Ardèche                          |                        |                             |                       |
| 2007                                            | Evgueni Sokolov        | Rein Taaramäe               | Thomas Brigaud        |
| 2008                                            | Gatis Smukulis         | Anthony Ravard              | Jonas Aaen Jørgensen  |
| 2009                                            | Freddy Bichot          | Nicolas Jalabert            | Yann Huguet           |
| 2010                                            | Christophe Riblon      | Pierrick Fédrigo            | Cyril Gautier         |
| 2011                                            | Arthur Vichot          | Thierry Hupond              | Cyril Gautier         |
| 2012                                            | Rémi Pauriol           | Arthur Vichot               | Ion Izagirre          |
| Classic Sud Ardèche-Souvenir Francis Delpech    |                        |                             |                       |
| 2013                                            | Mathieu Drujon         | Rémi Pauriol                | Romain Bardet         |
| 2014                                            | Florian Vachon         | Michał Gołaś                | Philippe Gilbert      |
| 2015                                            | Eduardo Sepúlveda      | Julien Loubet               | Fabio Felline         |
| 2016                                            | Petr Vakoč             | Julien Simon                | Olivier Pardini       |
| Classic de l'Ardèche                            |                        |                             |                       |
| 2017                                            | Mauro Finetto          | Mattia Cattaneo             | Francesco Gavazzi     |
| 2018                                            | Romain Bardet          | Maximilian Schachmann       | Lilian Calmejane      |
| 2019                                            | Lilian Calmejane       | Valentin Madouas            | Odd Christian Eiking  |
| Faun-Ardèche Classic                            |                        |                             |                       |
| 2020                                            | Rémi Cavagna           | Tanel Kangert               | Guillaume Martin      |
| 2021                                            | David Gaudu            | Clément Champoussin         | Hugh Carthy           |
| 2022                                            | Brandon McNulty        | Mauri Vansevenant           | Sepp Kuss             |
| 2023                                            | Julian Alaphilippe     | David Gaudu                 | Mattias Skjelmose     |
| 2024                                            | Juan Ayuso             | Romain Grégoire             | Mattias Skjelmose     |
| 2025                                            | Romain Grégoire        | Marco Brenner               | Lorenzo Fortunato     |

## En savoir plus